# Subscrancia
Subscrancia is een geslacht van vlinders van de familie tandvlinders (Notodontidae), uit de onderfamilie Notodontinae.

## Soorten
- S. albobrunnea Kiriakoff, 1970
- S. nigra (Aurivillius, 1904)